# Baptiste Rollier
Baptiste Rollier, född 27 september 1982. Schweizisk orienterare. Ingick i laget som tog guld i stafetten vid världsmästerskapen 2009. Nordisk mästare 2007, schweizisk mästare fem gånger.